# Линденхоф
Линденхоф (нем. Lindenhof) — квартал Цюриха, который располагается на левом берегу реки Лиммат.

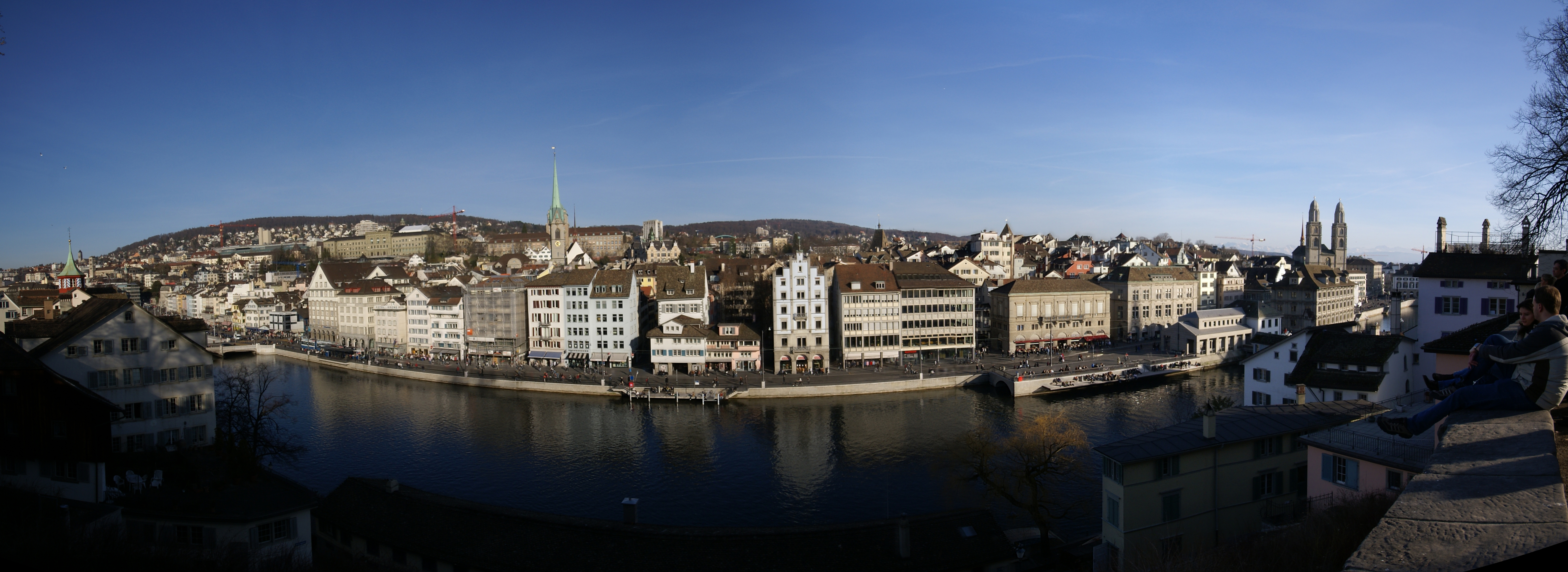
Панорамный вид с Линденхоф

Первоначально на этом месте располагался римский замок. Позже его сменил дворец Каролингов. В связи с удобным расположением вблизи речного пути с юга в Германию это место использовалось для сбора пошлин.
Линденхоф оставался местом сбора людей и в Новое время. В 1798 году жители Цюриха приносили клятву на конституции Гельветической Республики именно в Линденхофе.
В XIX веке масонская ложа Modestia cum Libertate построила южную часть сквера.